# Щегловський цвинтар

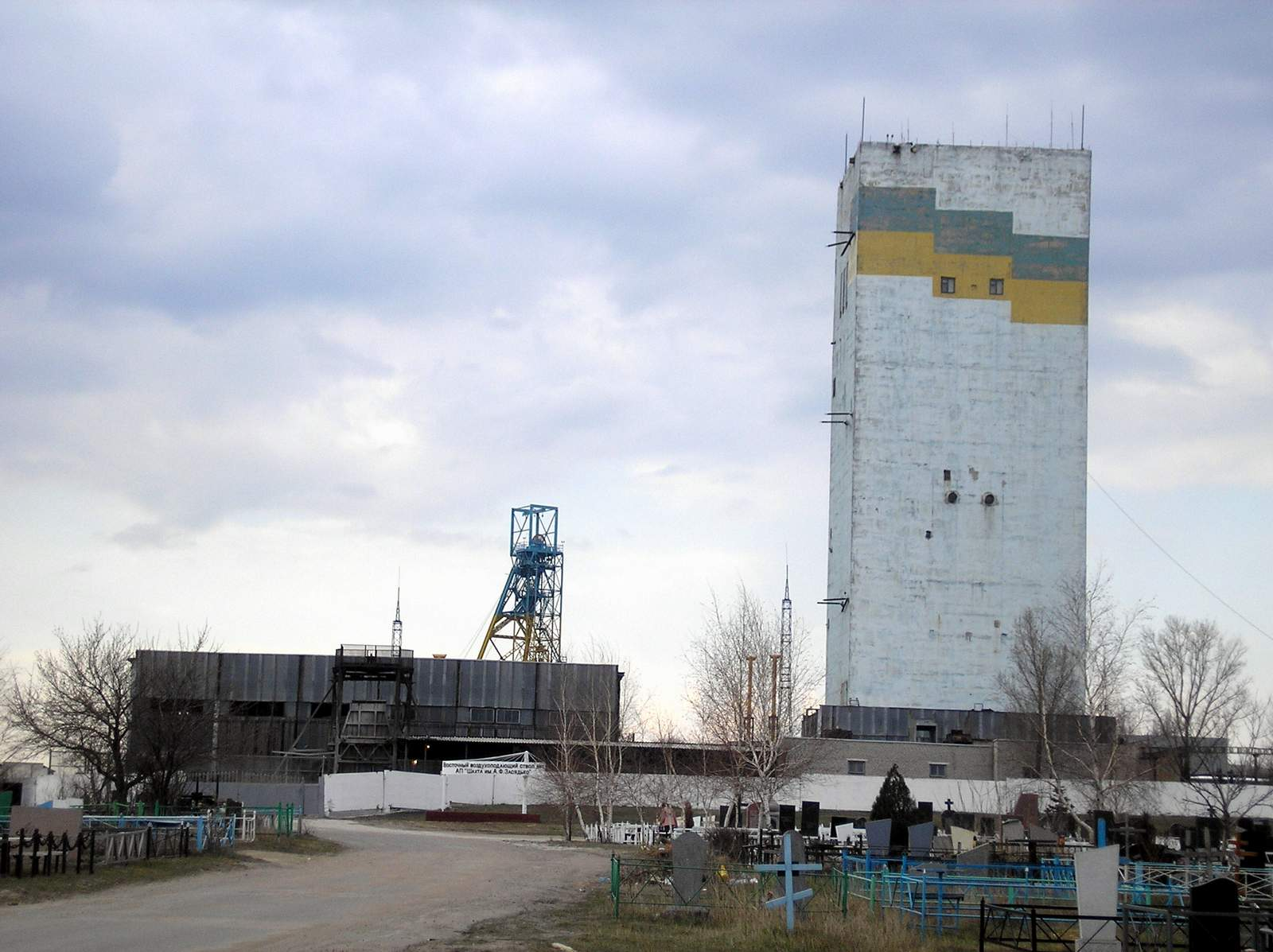
Стовбур шахти Засядька, що примикає до Щегловського цвинтаря

Щегловський цви́нтар — цвинтар у Київському районі Донецька. Площа — 123 га . Заснований у 1939 році .
На цьому цвинтарі ховають загиблих шахтарів шахти імені Засядька  і місцевих жителів. Примикає до стовбурів діючої шахти імені Засядька , просто під цвинтарем залягають вугільні пласти.
- У 1999 році на цвинтарі поховано 50 загиблих шахтарів [5];
- 21 серпня 2001 року на цвинтарі поховано 20 загиблих шахтарів [6];
- 7 червня 2002 року на цвинтарі поховано 9 загиблих шахтарів: 6 — у братській могилі, 3 — окремо [7];
- 22 серпня 2002 року на цвинтарі поховано 6 загиблих шахтарів [3];
- 22 вересня 2006 року на цвинтарі поховано 7 загиблих шахтарів [8].
- 19 листопада 2007 року на цвинтарі поховано 8 загиблих шахтарів [9].
- 21 листопада 2007 року на цвинтарі поховано 12 загиблих шахтарів.
- 19 квітня 2008 року на цвинтарі поховано легендарного тренера донецького «Шахтаря» Віктора Васильовича Носова.
- 10 серпня 2012 року на цвинтарі поховано директора та засновника Інституту фізики гірничих процесів НАН України, члена-кореспондента НАН України, д.т.н., професора Алексєєва Анатолія Дмитровича.

Також на кладовищі похований Дмитро Олександрович Гуртяк.
На кладовище ходять графікові маршрути пасажирського транспорту Донецька: № 19 «АС Критий ринок — АС Червоногвардійська», № 19-а «Зал. вокзал — АС Червоногвардійська», № 17 «вул. Туполєва — вул. Клінічна — Щегловський цвинтар». На Проводи за розпорядженням донецької міської ради вводяться додаткові маршрути пасажирського транспорту Донецька: «вул. П. Поповича — Щегловський цвинтар», « вул. Савченко — Щегловський цвинтар», «АС Критий Ринок — Щегловський цвинтар».